# 小台停留場
小台停留場（おだいていりゅうじょう）は、東京都荒川区西尾久五丁目の上にある、東京都交通局都電荒川線（東京さくらトラム）の停留場である。駅番号はSA 11。

## 歴史
- 1913年（大正2年）4月1日：王子電気軌道三ノ輪（現・三ノ輪橋） - 飛鳥山下（現・梶原）間開業時に開業。
- 1942年（昭和17年）2月1日：東京市への事業譲渡により、東京市電荒川線の停留場となる。
- 1943年（昭和18年）7月1日：都制施行により、東京都電車（都電）の停留場となる。

## 停留場構造
相対式ホーム2面2線を有する。上りホームは道路上にある。
| 乗車ホーム | 路線                            | 方向 | 行先         |
| ---------- | ------------------------------- | ---- | ------------ |
| 北側       | 都電荒川線 （東京さくらトラム） | 上り | 三ノ輪橋方面 |
| 南側       | 都電荒川線 （東京さくらトラム） | 下り | 早稲田方面   |

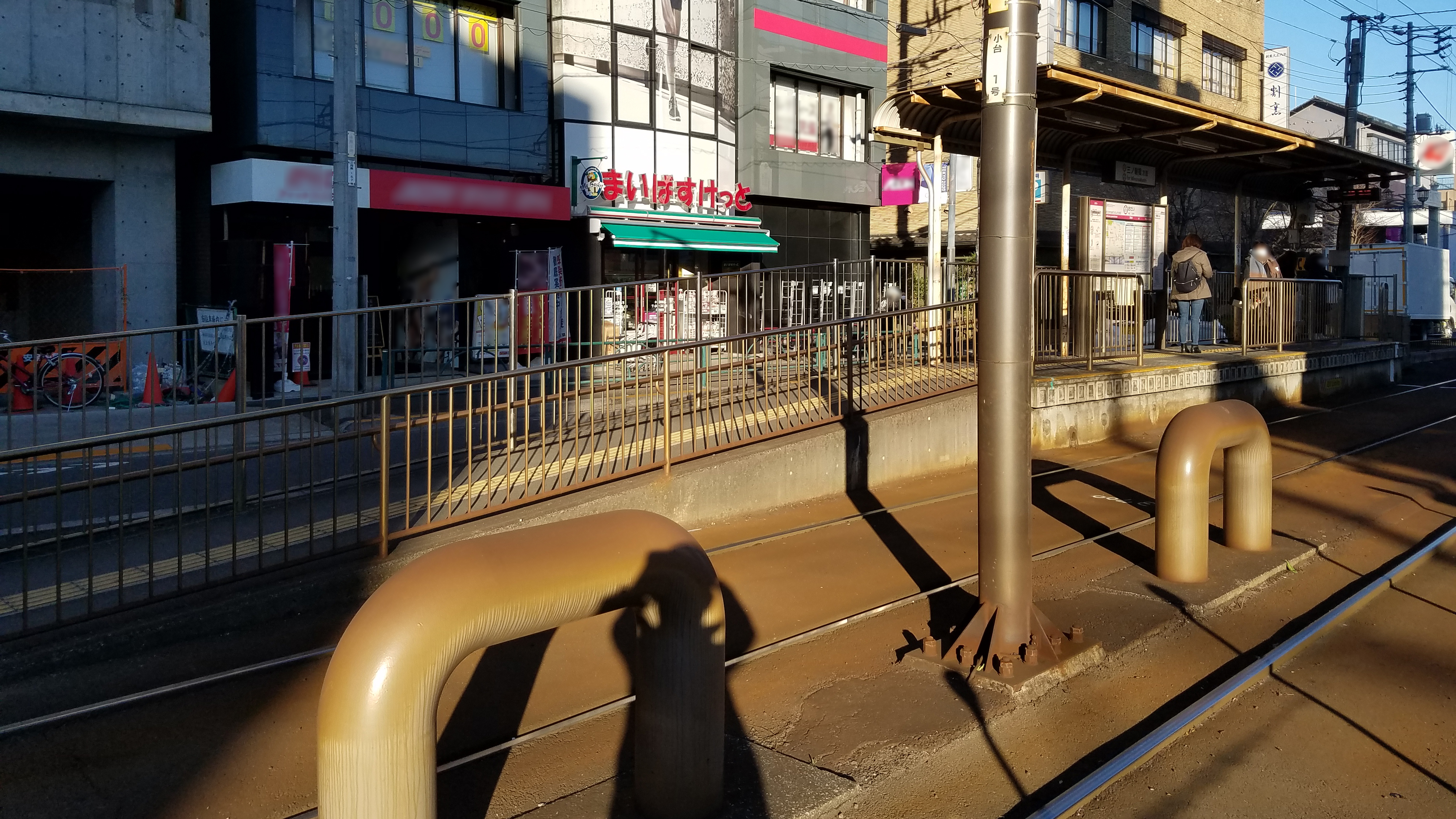
三ノ輪橋方面ホーム（2021年1月）
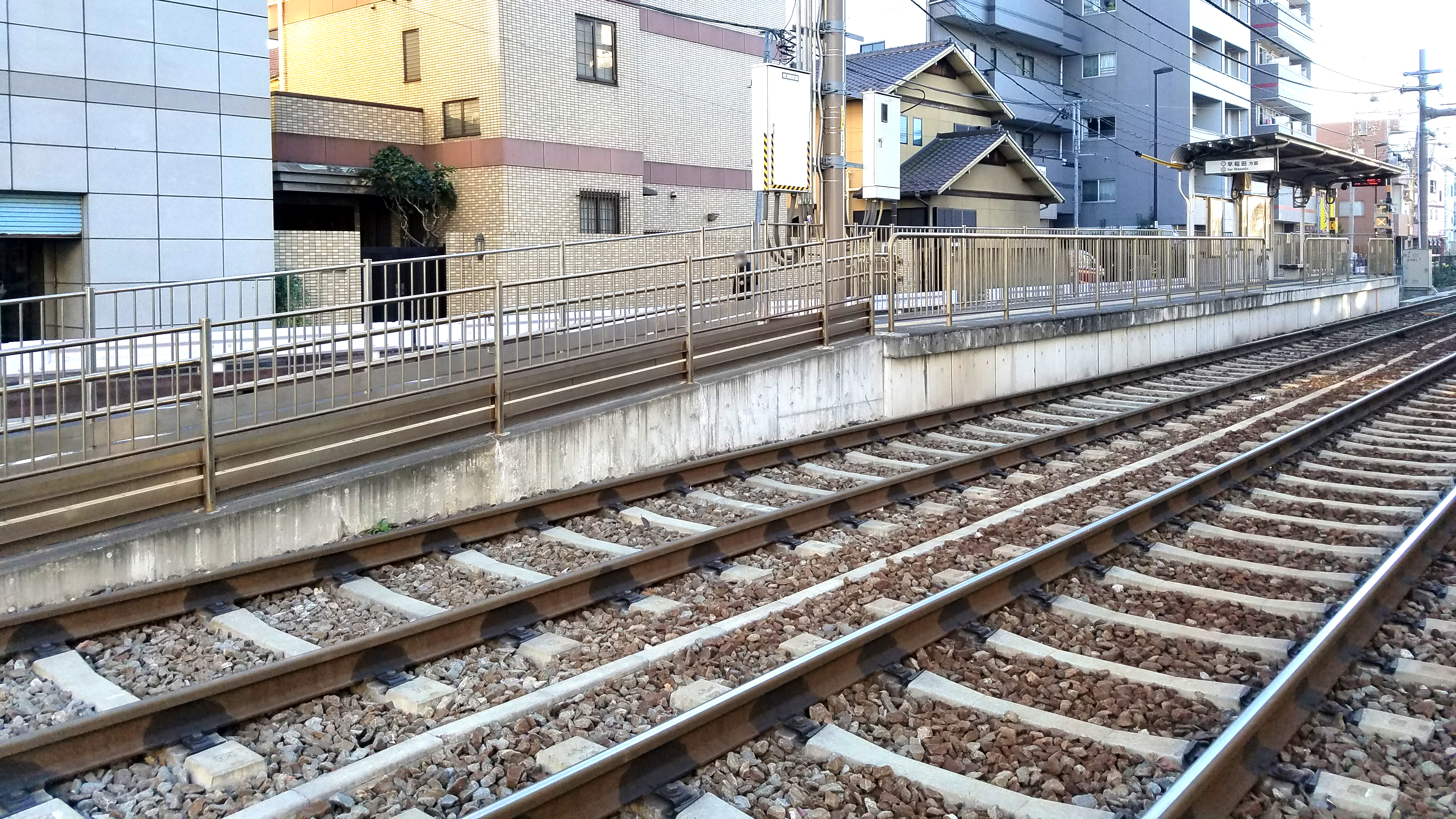
早稲田方面ホーム（2021年1月）

## 停留場周辺
停留場は東京都道306号王子千住夢の島線支線（補助90号線）上に位置する。
停留場名の「小台」は、駅北側の隅田川を挟んだ対岸の足立区の地名で、小台橋を渡って連絡できる。なお、足立区小台には東京都交通局日暮里・舎人ライナーの足立小台駅があるが、当停留場からは大きく離れている。
- 小台本銀座商店街
- 東京都道458号白山小台線（あっぷるロード、みずき通り）
  - 小台大通り商店街
  - 小台橋通り銀座商店街
- 尾久ひろば館（児童館）
- 警視庁尾久警察署

### バス路線
小台
- 都営バス
  - 東43 - 江北駅前行・荒川土手行・豊島五丁目団地行 / 東京駅丸の内北口行・駒込病院前行・田端駅前行

## 隣の停留場
東京都交通局
 都電荒川線（東京さくらトラム）
宮ノ前停留場 (SA 10) - 小台停留場 (SA 11) - 荒川遊園地前停留場 (SA 12)